# Stazione di Rathdrum
La stazione di Rathdrum (in inglese Rathdrum railway station, in gaelico stáisiún Ráth Droma) è una stazione ferroviaria che fornisce servizio a Rathdrum, contea di Wicklow, Irlanda. Attualmente le linee che vi passano sono l'Intercity Dublino–Rosslare e i treni locali del South Eastern Commuter. La stazione, che dista 10 minuti di cammino dal centro della cittadina, fu aperta il 18 luglio 1863.
La stazione è dotata di due binari, inframezzati da un'unica banchina, da cui si accede ai treni. Uscendo dalla stazione, andando verso sud c'è una galleria, andando verso nord un viadotto. Sull'estremità meridionale della stazione c'è anche una torre contenente acqua.

## Premi
- 2002 - Premio all'innovazione (stazione dell'Intercity)
- 1995 - 1º premio - Miglior stazione (delle linee InterCity)

## Servizi ferroviari
- Intercity Dublino–Rosslare
- South Eastern Commuter

## Servizi
- Capolinea autolinee (Wicklow Way Bus)